# Крейсери проєкту 1144
Важкі атомні ракетні крейсери проєкту 1144 «Орлан» (рос. Тяжёлые атомные ракетные крейсеры проекта 1144, шифр «Орлан», код НАТО — англ. Kirov class) — серія з чотирьох високоавтономних важких атомних ракетних крейсерів, побудованих на Балтійському заводі для радянського ВМФ. З часу вступу в дію головного корабля в 1980 році і до цього дня залишаються найбільшими і найбільш потужно озброєними ракетними крейсерами світу. В даний час — єдиний в складі російського ВМФ тип надводних кораблів з ядерною енергетичною установкою.

## Історія

### Проєктування
Розробку проєкту було доручено вести колективу Північного проєктно-конструкторського б'юро в Ленінграді, головним конструктором і керівником колективу проєктувальників був призначений Б. І. Купенський, до цього був головним конструктором перших радянських газотурбінних ЕМ (БПК). Від ВМФ головним спостерігачем за проєктуванням і будівництвом корабля з самого початку і до остаточної передачі флоту капітан 1 рангу А. А. Савін.

### Будівництво і випробування
З 1973 по 1996 рік за проєктом 1144/11442 на Балтійському заводі (м. Ленінград, нині — Санкт-Петербург) побудували чотири важких атомних ракетних крейсера (ВАРКР).
26 березня 1973 на Балтійському заводі був закладений головний корабель проєкту 1144 — важкий атомний ракетний крейсер «Кіров».
Під час будівництва кораблю було присвоєно заводський номер № 800. Спуск на воду «Кірова» відбувся 27 грудня 1977, а 30 грудня 1980 крейсер був переданий флоту.

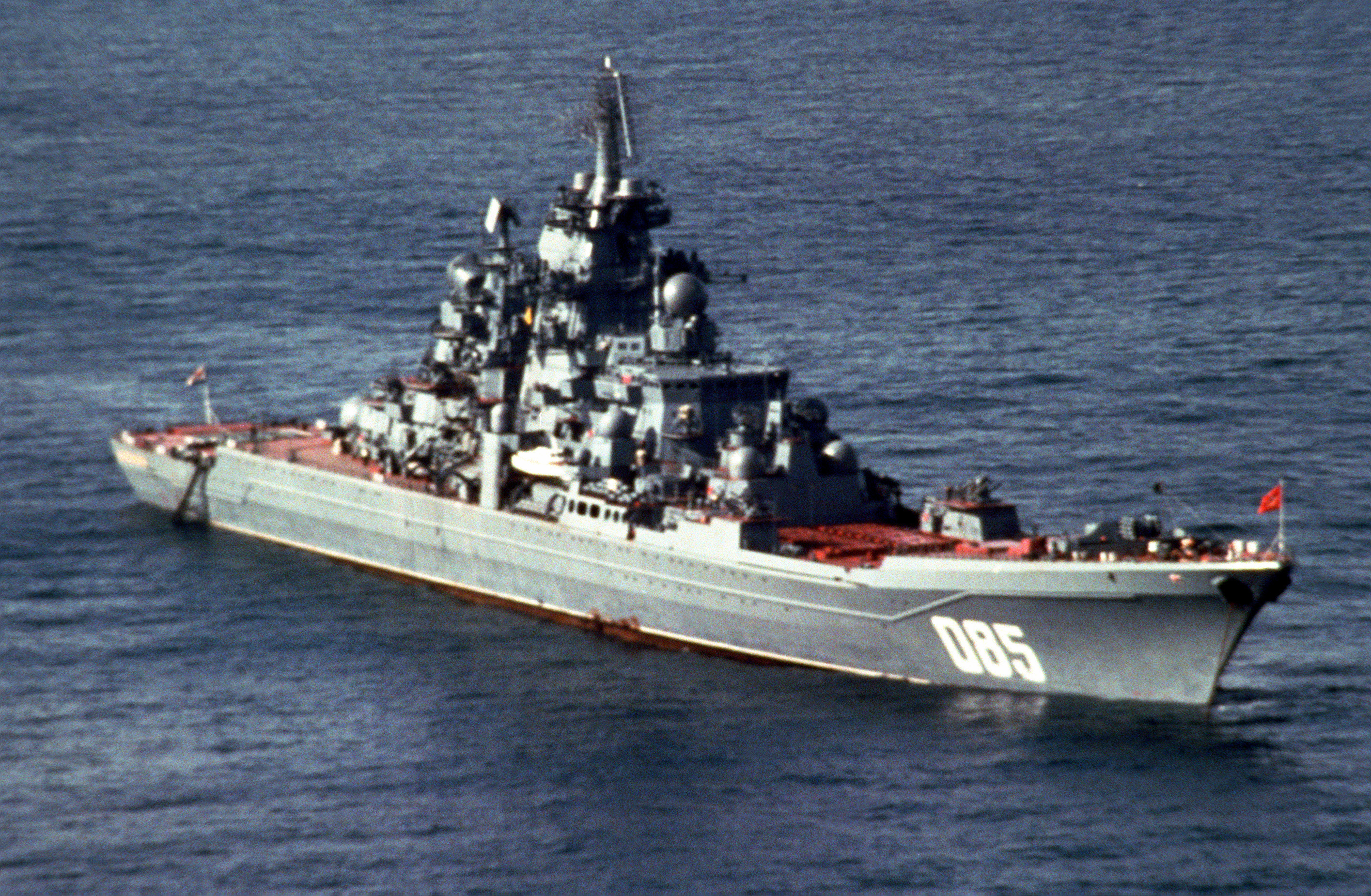
Крейсер «Калінін», 1991 рік

Ще під час добудови «Кірова» на плаву, 26 липня 1978 року, заклали другий корабель серії — заводське «замовлення 801», ВАРКР «Фрунзе». Його спуск на воду відбувся 26 травня 1981 року а 31 жовтня 1984 року новий крейсер став до ладу.
Третій крейсер — «Калінін» — заклали 17 травня 1983 роки як «замовлення 802». Спустили корабель на воду 25 квітня 1986 року. Нарешті, 30 грудня 1988 року Балтійський Завод передав флоту новий ВАРКР.

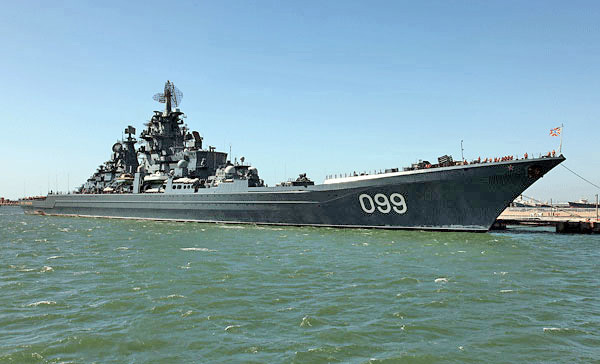
Крейсер «Петро Великий»

У 1986 році, 25 квітня, завод розпочав будівництво останнього корабля серії — «замовлення 803», ВАРКР «Петро Великий» (спочатку називався «Куйбишев», потім — «Юрій Андропов»). Його будівництво істотно затримав розпад СРСР і пов'язаний з цим розвал оборонної промисловості; тим не менш, в цих умовах Росія змогла добудувати крейсер в 1996 році. Після добудови корабель пішов на ходові випробування, які, відповідно до плану, проводилися в суворих умовах Заполяр'я. 9 квітня 1998 року новий атомний крейсер був переданий флоту. На даний момент ТАРКР «Петро Великий» є найпотужнішим ударним кораблем не тільки у військово-морському флоті Росії, але і у всьому світі[джерело?].
У 1988 році було видано замовлення на будівництво п'ятого крейсера цього типу (заводський номер № 804, передбачалося присвоїти назву «Адмірал флоту Радянського Союзу Кузнєцов») — але в 1990 році в зв'язку зі скороченням оборонних видатків замовлення було скасовано, і крейсер на стапелі не закладався.

### Доля кораблів проєкту

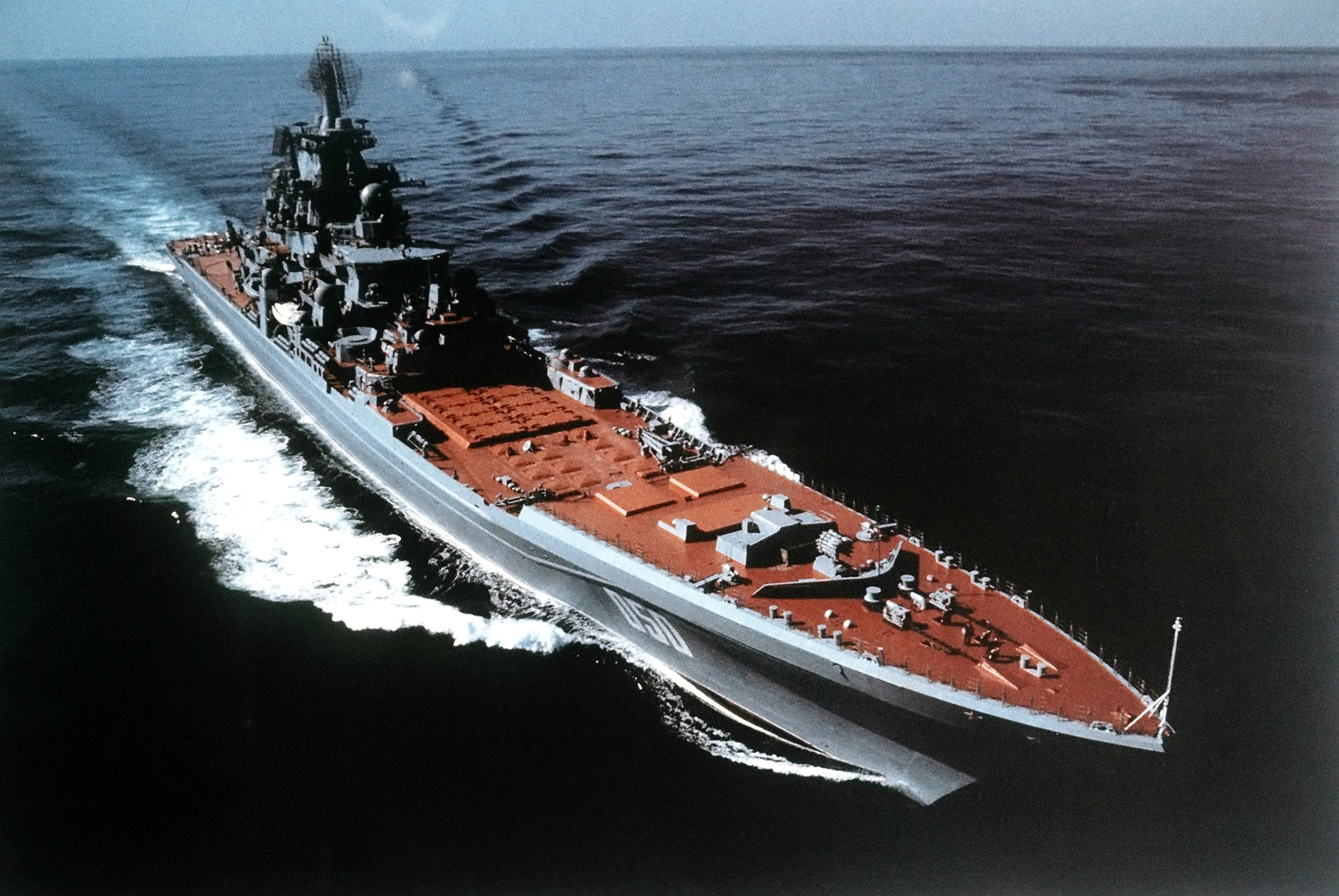
Крейсер Фрунзе, 1986 рік

Перший крейсер «Кіров» був введений в дію в 1980 році і служив у складі Північного флоту. Під час служби носив звання Червонопрапорного. Брав участь в декількох бойових службах, в 1989 році брав участь у порятунку екіпажу аварійного підводного човна «Комсомолець». Виведений в резерв після аварії 1990 року. 27 травня 1992 перейменований в «Адмірал Ушаков».
«Фрунзе» став до ладу в 1984 році і служив в складі Тихоокеанського флоту. 27 травня 1992 перейменований в «Адмірал Лазарєв».
«Калінін» став до ладу в 1988 році і служив в складі Північного флоту. 27 травня 1992 року перейменований в «Адмірал Нахімов». Корабель має постійне місце базування в місті Сєверодвінськ. З 2013 року почалася глибока модернізація крейсера за проєктом 11442М.
«Петро Великий» вийшов на випробування в 1996 році, був прийнятий флотом 19 квітня 1998 року. До 27 травня 1992 року називався «Юрій Андропов». У жовтні 1996 р «Петро Великий» знаходився в Балтійському морі на ходових випробуваннях. Розганяли корабель до максимального ходу, визначали маневрені елементи — інерцію, вибіг, діаметр циркуляції. Під час одного з таких маневрів 27 жовтня 1996 о 21 год 27 хв за московським часом в носовому машинно-котельному відділенні сталася аварія: високим тиском сухого перегрітого пару розірвало трубу, що вела від парового трубопроводу головної турбіни до запобіжного клапану. Під напором 35 атмосфер розпечена газова суміш (температура перевищувала 300 °C) вирвалася з тринадцятисантиметрового розлому труби і, трощачи в пил скловолокно та азбест ізоляції, почала заповнювати зверху вниз простір котельні. Загинуло 5 людей і шість було обпалено. Корабель має постійне місце базування в порту Сєвєроморськ.

## Характеристика

### Корпус
Крейсери типу «Кіров» мають корпус з подовженим (більш ніж на дві третини від загальної довжини) півбаком. Водонепроникні перегородки ділять його на 16 головних відсіків. По всій довжині корпусу йдуть п'ять палуб. У носовій частині під бульбовим обтічником розташовується нерухома антена гідроакустичного комплексу «Полином». У кормі крейсерів проєкту «Орлан» обладнаний підпалубний ангар, розрахований на постійне базування трьох вертольотів, а також приміщення для зберігання авіаційного боєзапасу та пального і підйомник для подачі вертольотів на верхню палубу. Там само, в кормовій частині, розташовується відсік з підйомно-опускним пристроєм буксированої антени гідроакустичного комплексу «Поліном».
Розвинені надбудови виконані з широким використанням алюмінієво-магнієвих сплавів. Основна частина озброєння зосереджена в носовій частині корабля і в кормі.
Від бойових ушкоджень крейсер захищає подвійне дно по всьому корпусу, протиторпедний захист, а також локальний бронезахист життєво важливих частин корабля. Поясної броні, як такої, на крейсерах типу «Кіров» немає — бронезахист розташований в глибині корпусу — але уздовж ватерлінії від носа до корми прокладений потовщений пояс обшивки висотою 3,5 м (з них 2,5 м вище ватерлінії і 1 м нижче неї), який грає важливу роль в конструктивному захисті корабля.

### Бронювання
Крейсер «Кіров» став першим після Другої Світової війни ударним кораблем, в проєкті якого було передбачено досить розвинене бронювання. Машинні відділення, реакторні відсіки і ракетні льохи комплексів «Граніт» та «Заметіль» захищені з бортів 100-мм (нижче ватерлінії — 70 мм) і з боку палуби 70-мм бронею. Отримали броньовий захист також приміщення головного командного пункту і бойового інформаційного посту корабля, які розташовуються усередині корпусу крейсера на рівні ватерлінії: їх прикрили 100-мм бічними стінками з 75-мм траверзою і дахом. Крім того, в кормі броня є по бортах (70-мм) і на даху (50-мм) вертолітного ангара, а також навколо сховища авіаційного палива і боєзапасу; локальне броньове прикриття розміщено і над румпельним відділеннями. Бронезахистом обладнані також артилерійські установки і їхні сховища боєзапасів.

### Енергетична установка і ходові характеристики
Атомна енергоустановка з реакторами КН-3 (активна зона типу ВМ-16), хоча і створена на базі криголамних реакторів типу ОК-900, має суттєві відмінності від них. Найголовніше — в паливних збірках (виробник — машинобудівний завод в місті Електросталь) розміщується уран з високим ступенем збагачення (близько 70 %). Термін роботи такої зони до наступної перезарядки 10-11 років. Реактори двоконтурні, водо-водяні, на теплових нейтронах. Як сповільнювач і теплоносій застосовується вода високої чистоти (бідистилят), яка під великим тиском (близько 200 атмосфер) циркулює через активну зону реакторів, забезпечуючи кипіння другого контуру, який і йде в турбіни у вигляді пари.
Особливу увагу було приділено відпрацюванню схеми застосування двохвальної енергетичної установки корабля, потужність на кожному валу якої досягла 70 тисяч кінських сил. Комплексно-автоматизована АЕУ розміщувалася в трьох відсіках і включала два атомні реактори із загальною тепловою потужністю 342 МВт, два турбозубчатих агрегати (розташовані в носі і в кормі від реакторного відсіку) і два резервних автоматизованих котла КВГ-2, встановлених в турбінних відділеннях. Система пароподачі дозволяє подавати пару до будь-якої установки з будь-якого борту. Основні параметри котлоагрегату: температура перегрітої пари при тиску 66 кг / см — 470 градусів, ККД котлів до 84 %, маса сухого котла 50 тонн. Продуктивність по 115 т пари на год. При роботі тільки резервної енергетичної установки — без допомоги атомних реакторів — крейсери типу «Кіров» здатні розвивати швидкість 17 вузлів і пройти на цій швидкості 1300 миль. Атомні реактори забезпечують необмежену дальність плавання і швидкість повного ходу 31 вузол.
Електростанція крейсера включає в себе чотири паротурбогенератори по 3 МВт і чотири газотурбогенератори «Пролетарського заводу» за 1,5 МВт, розміщених в чотирьох автономних відсіках. Моторесурс кожного з них становить до 50 тисяч годин.
Енергетична установка крейсера проєкту 1144 могла б забезпечувати електрикою і теплом місто з населенням в 100—150 тис.жителів.
Велика водотоннажність і продумані обводи корпусу забезпечують крейсерів проєкту 1144 чудову морехідність, що дуже важливо для океанських кораблів.

### Екіпаж і населеність
Екіпаж крейсерів проєкту 1144 становить 759 осіб (в тому числі 120 офіцерів).
На кораблі близько 1600 приміщень, серед яких 140 одно- і двомісних кают для офіцерів і мічманів, 30 кубриків для матросів і старшин (на 6-30 чоловік в кожному), 220 тамбурів, 49 коридорів загальною довжиною майже в 20 кілометрів, 15 душових, дві лазні, одна сауна з басейном 6×2,5 м. Є також двох'ярусний медичний блок, де є лазарети-ізолятори, аптека, рентген-кабінет, амбулаторія, стоматологічний кабінет і операційна. Кожен з атомних крейсерів типу «Кіров» оснащений спортзалом, має три кают-компанії (мічманську, офіцерську і адміральську), а також салон для відпочинку. На кораблі обладнана власна телестудія, а в надбудові розташовані два пасажирських і один вантажопасажирський ліфт.

## Представники проєкту
Кольори таблиці:
- — недобудований або утилізований не спущеним на воду
- — діє у складі ВМФ РФ
- — діючий у складі не російських ВМС або як цивільне судно
- — списаний, утилізований чи втрачений
- — знаходиться на зберіганні

| Назва             | б/н | Верф              | Зав. № | Закладено  | Спущено    | В строю    | Флот | Стан                                                                | Примітки                                                                                        |
| ----------------- | --- | ----------------- | ------ | ---------- | ---------- | ---------- | ---- | ------------------------------------------------------------------- | ----------------------------------------------------------------------------------------------- |
| «Кіров»           | 090 | Балтійський завод | 800    | 26.03.1974 | 27.12.1977 | 30.12.1980 | ПФР  | З 1991 не виходив в море. В утилизації з 2019 року Списаний         | З 1992 по 2002 рік — «Адмірал Ушаков».                                                          |
| «Адмірал Лазарєв» | 015 | Балтійський завод | 801    | 26.07.1978 | 26.05.1981 | 31.10.1984 | ТФР  | З середини 90х не виходив в море. В утилізації з 2021 року Списаний | До 27.05.1992 — «Фрунзе».                                                                       |
| «Адмірал Нахімов» | 080 | Балтійський завод | 802    | 17.05.1983 | 25.04.1986 | 30.12.1988 | ПФР  | З 1997 не виходив в море. На модернізації                           | До 27.05.1992 — «Калінін». Повернення у склад флоту після модернізації заплановано на 2023 рік. |
| «Петро Великий»   | 099 | Балтійський завод | 803    | 25.10.1986 | 29.04.1989 | 19.04.1998 | ПФР  | В строю                                                             | При закладці «Куйбишев»                                                                         |

## Озброєння

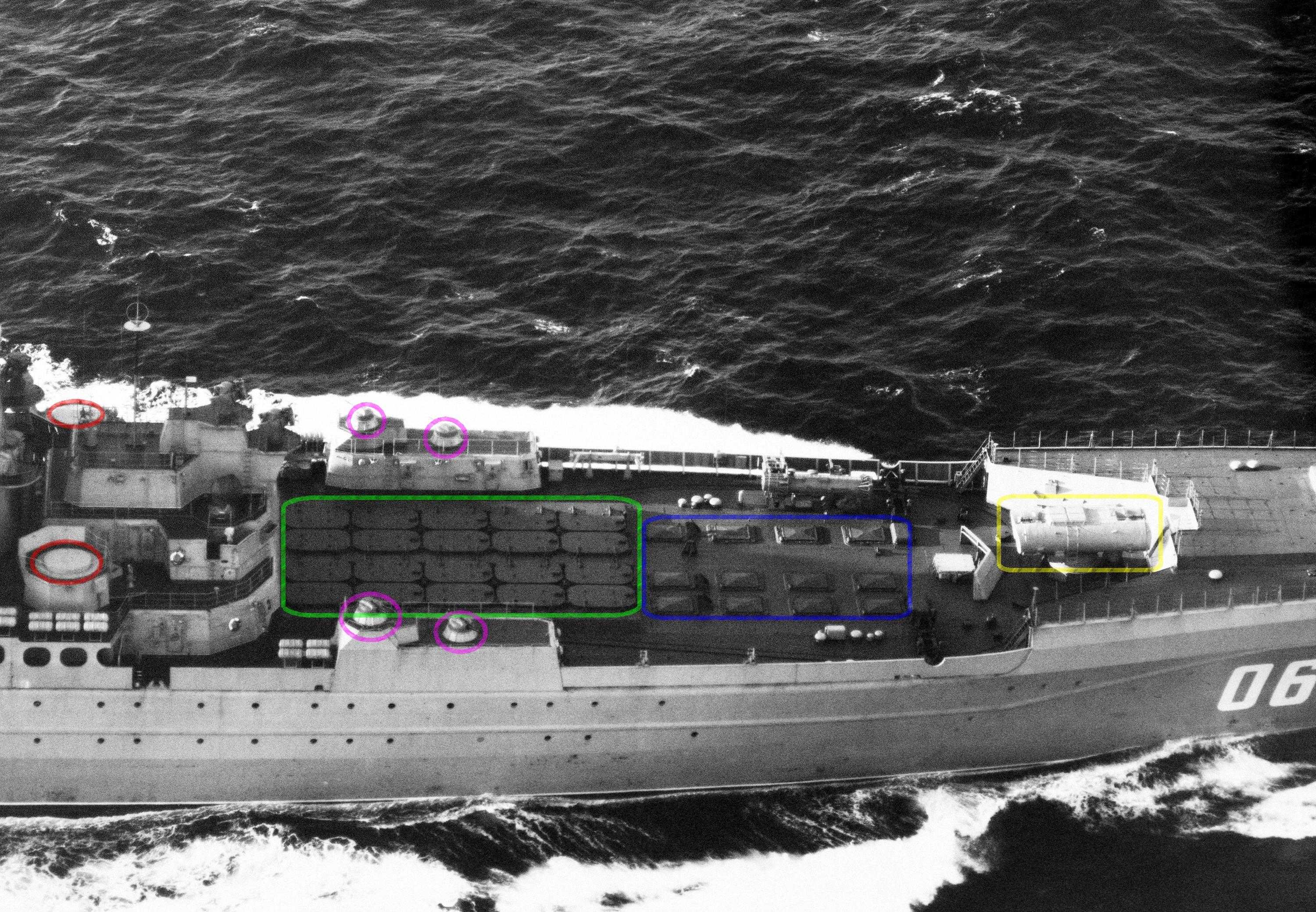
Повітряний знімок носової частини «Кірова»:
4 30-мм корабельних установок ППО АК 630
2 зенітно-ракетні пускові установки « Оса-М» класу «Земля-повітря»
20 пускових установок крилатих ракет « Граніт»
12 пускових установок ракет С-300Ф
Протичовнова ракетна установка «Заметіль»

Всі чотири побудованих крейсери, зберігаючи головний ударний комплекс незмінним, значно відрізняються один від одного за складом допоміжного озброєння, яке удосконалювалося з часом. У зв'язку з цим головний «Кіров» будувався за проєктом 1144, а решта три крейсера — по поліпшеному проєкту 11442. При цьому кораблі проєкту 11442 також в повному обсязі ідентичні між собою.
На першому крейсері «Кіров» для запуску ПЛУР «Заметіль» використовувалася окрема пускова установка в носовій частині, на решті — ПЛУР «Водопад» запускалися з торпедних апаратів, виведених в лацпорти по бортах.
Тільки на «Кірові» були встановлені 2 одноствольні 100-мм артустановки АК-100, на трьох наступних — 1 спарена 130-мм башта АК-130.
ЗРК ближньої оборони на перших трьох крейсерах — 2х2 «Оса-МА» (40 ракет), на «Петрі Великому» — 8х8 «Кинджал» (64 ракети).

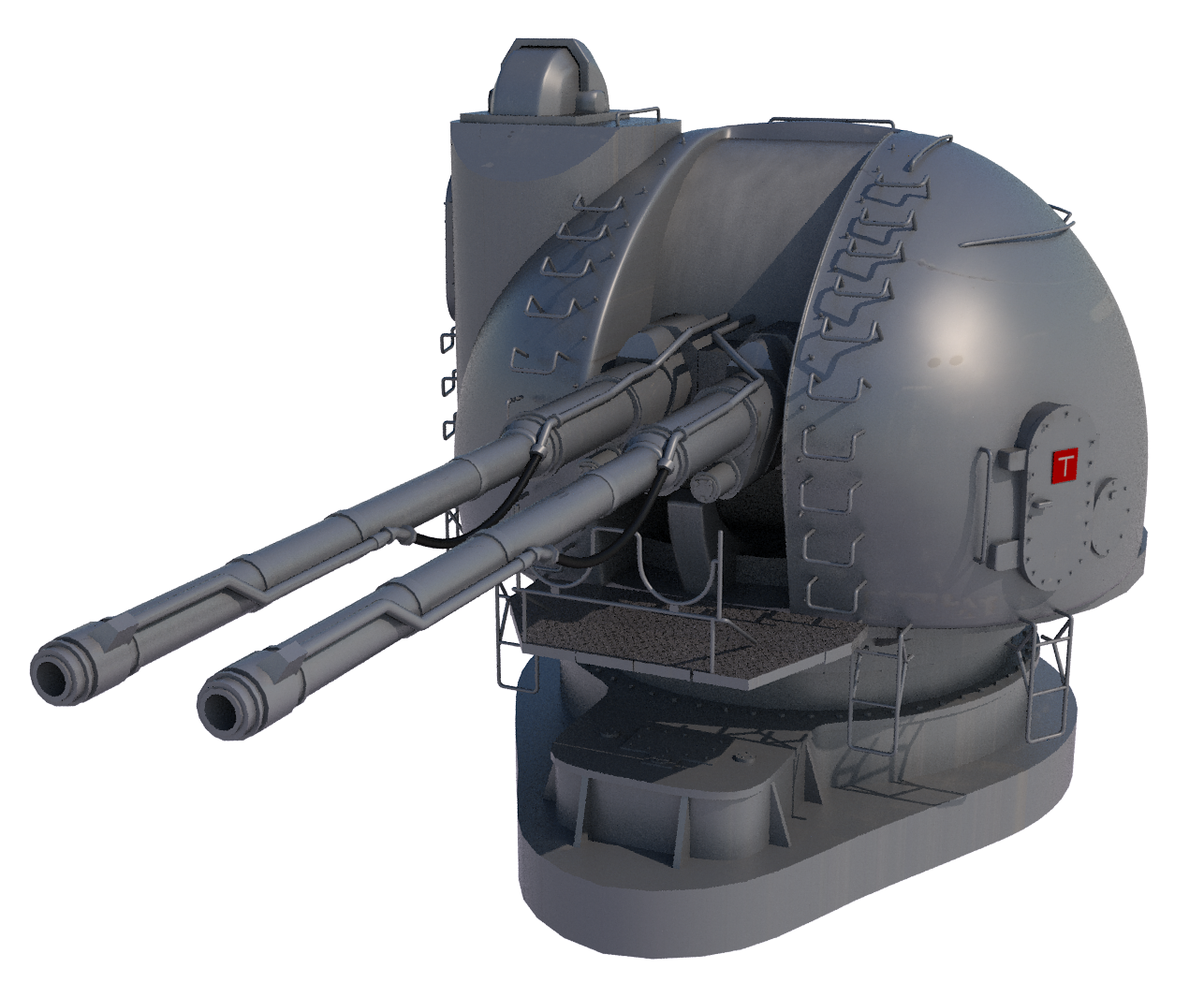
3D-модель АК-130

На «Кірові» і «Фрунзе» носовий реактивний бомбомет належав до типу РБУ-6000 «Смерч-3», на «Калініні» і «Петра Великого» — РБУ-12000 «Удав-1».
На «Кірові» і «Фрунзе» функції зенітної артилерії ближньої дії виконували 8 шестиствольних 30-мм автоматів АК-630, а на «Калініні» і «Петра Великого» встановлено по 6 зенітних ракетно-артилерійських комплексів (зрак) «Кортик».

### Головний ударний комплекс
ПКР П-700 «Граніт» — надзвукова крилата ракета третього покоління зі зниженим профілем траєкторії польоту до цілі. Довжина ракети — 10 м, діаметр — 0,85 м. При стартовій вазі 7 т ракета розвиває швидкість 2,5 М і може доставити звичайну бойову частину масою 750 кг або ядерний заряд-моноблок потужністю до 500 кт на відстань до 625 км. Існує також варіант бойової частини у вигляді паливно-повітряного боєзаряду (об'ємного вибуху).
Система наведення інерціальна з радіокомандною системою коригування траєкторії польоту і боєголовкою з активною радіолокаційною системою самонаведення на кінцевій ділянці (здатною здійснити захоплення цілі на відстані до 37 км). Рухова установка: кільцевий твердопаливний прискорювач і маршовий турбовентиляторний двигун КР-93.
Загоризонтне цілевказування і наведення може здійснюватися літаком Ту-95РЦ, вертольотом Ка-27 або космічною системою супутників «Легенда-М». Ракета призначена для боротьби з авіаносними ударними групами і здатна діяти не тільки проти з'єднань кораблів всіх класів в ході збройних конфліктів будь-якої інтенсивності, але і ефективно вражати цілі на узбережжі противника звичайною бойовою частиною. При необхідності кораблі з комплексом «Граніт» можуть бути резервом вирішення завдань Морських стратегічних ядерних сил.
Двадцять ПКР «Граніт» встановлені під верхньою палубою, з кутом піднесення 60 °. Пускові установки СМ-233 виготовлялися на ПО «Ленінградський металевий завод». З огляду на те, що ракети «Граніт» спочатку призначалися для підводних човнів, перед пуском установка повинна заповнюватися забортною водою. Модифікація ПКР «Граніт», що встановленана кораблях оновленої серії проєкту 11442, не контролюється після запуску. У режимі швидкого вогню одна ракета, що виконує роль «навідника», летить по високій траєкторії, щоб максимально збільшити площу захоплення цілі, в той же час інші ракети летять за низької траєкторії. У польоті ракети обмінюються інформацією про цілі. Якщо ракета «навідник» знищена, тоді одна з решти ракет автоматично приймає на себе її функції. Ракетна система стійка по відношенню до радіоперешкод противника. З досвіду бойової і оперативної підготовки ВМФ, збити таку ракету вкрай складно. Навіть якщо вразити «Граніт» протиракетою на термінальній ділянці, крилата ракета через свою величезну масу і швидкість може зберегти достатній імпульс, щоб долетіти до корабля-мети. Однак, слід зазначити, що при стрільбі на більшу дальність ракета більшу частину траєкторії змушена летіти на значній висоті (10-15 км), щоб заощадити запаси палива, і дуже вразлива для патрульних винищувачів і ЗРК, що задовольняють вимогам по дальності.

### Універсальне і зенітне озброєння
Всі крейсери проєкту 1144/11442 несуть у вигляді основного засобу ППО далекої зони дії ЗРК С-300Ф «Форт». На перших трьох крейсерах — по 2 комплекси, кожен з яких включає в себе по 6 пускових установок вертикального старту (всього на крейсері, таким чином, 12 ПУ ЗРК «Форт», по 8 ракет на кожну установку — разом 96 ракет типу 5В55РМ). Комплекс проходив випробування на БПК «Азов» в кінці 1970-х років і завершив їх уже на атомному крейсері «Кіров» після його добудови. У 1980-х роках «Форт» був одним з найбільш сучасних і досконалих корабельних засобів ППО в світі. Кожен такий комплекс здатний одночасно обстрілювати до 6 малорозмірних маневрених цілях (супроводжувати — до 12) і наводити на них 12 ракет в умовах впливу активних і пасивних перешкод. Цілі, що летять зі швидкістю до 1300 м/с (4680 км/год, що відповідає вже балістичним ракетам — протикорабельні ракети істотно повільніші), комплекс «Форт» здатний вражати на дальності від 5 до 75 км від корабля і висотах від 25 м до 25000 м.
Четвертий корабель серії («Петро Великий») озброєний одним комплексом «Форт», а замість другого встановлений покращений З-300ФМ «Форт-М».

#### Зенітне озброєння крейсера «Кіров» (пр. 1144)
Найпомітніша відмінність «Кірова» від решти серії — дві 100-мм вежі АК-100 замість однієї двухорудійной 130-мм АК-130
Крім комплексів «Форт», ППО крейсера проєкту 1144 забезпечували 2 зенітно-ракетних комплекси близької дії «Оса-МА», що включають в себе дві двохбалочні ПУ ЗІФ-122 (в похідному положенні забираються під кришки в палубі), боєзапас з 40 ракет 9МЗЗ і дві системи управління 4Р-33.
Як універсальне озброєння крейсер ніс дві одноствольні 100-мм (довжина ствола — 60 калібрів) артустановки АК-100 з системою управління артилерійським вогнем «Лев». Боєзапас до них становить 1200 пострілів.
Ближню протиповітряну і протиракетну оборону здійснювали вісім шестиствольних 30-мм автоматичних скорострільних артустановок АК-630М, об'єднані в 4 комплекси по 2 вежі з системою управління «Вимпел» в кожному. Загальний боєзапас зенітних автоматів становив 48 тисяч 30-мм снарядів.

#### Зенітне озброєння крейсерів «Фрунзе», «Калінін» і «Петро Великий» (пр. 11442)
На третьому в серії крейсері «Калінін» був встановлений вдосконалений варіант комплексу С-300Ф «Форт» з ракетою 48Н6, уніфікованою з сухопутним комплексом С-300пм. Так як ракета 48Н6 була більша за габаритами (довша), ніж ЗУР 5В55РМ — для неї була доопрацьована пускова установка Б-203А. Ракети 48Н6 були вперше представлені в 1990 році. Для них максимальна швидкість була збільшена з 1300 до 1800 м/с, вага бойової частини зросла від 130 до 150 кг, межа зони ураження розширена до 93 км, а максимальна висота — до 27 км. Нові ракети, як і попередні версії 5В55РМ, використовують активний метод наведення (через РЛС ракети) і можуть перехоплювати, крім аеродинамічних цілей, і балістичні ракети противника. Обидві корабельні системи можуть включати інфрачервону систему наведення для зменшення уразливості від перешкод. Зенітна ракета 48Н6 при необхідності може бути використана по надводній цілі, в тому числі за межами виявлення корабельними локаторами.
На четвертому кораблі серії — «Петра Великого» — носовий комплекс «Форт» замінений на покращений З-300ФМ «Форт-М» з новим антенним постом. При модернізації комплексу «Форт-М» на «Петра Великого» ракети 48Н6 були замінені на більш сучасні 48Н6Е2 з максимальною дальністю пуску 200 км і поліпшеними характеристиками ураження балістичних цілей (ракети уніфіковані з сухопутним комплексом С-300ПМУ2). Через конструктивні особливості нового варіанту боєкомплект ракет зменшили на 2 (до 46). Таким чином, крейсер «Петро Великий» озброєний одним комплексом С-300Ф з 48 ракетами 48Н6 і одним комплексом С-300ФМ з 46 ракетами 48Н6Е2. Решта крейсерів проєкту 11442, як і головний корабель, озброєні двома комплексами С-300Ф «Форт» з боєзапасом в 96 ракет 5В55РМ або 48Н6.
Зенітно-ракетний комплекс «Кинджал», що входить в проєкт 11442, фактично з'явився тільки на крейсері «Петро Великий». Головне завдання комплексу — вражати повітряні цілі, що прорвалися крізь першу лінію ППО корабля (утворену ЗРК «Форт»). Ракети цього ЗРК (моделі 9М330) — одноступінчасті, твердопаливні, телекеровані, уніфіковані з ракетою комплексу ППО сухопутних військ «Тор-М1». Старт ракети — вертикальний, під дією катапульти, тобто з непрацюючим двигуном. Перезарядка — автоматична, з інтервалом пуску 3 сек. Дальність виявлення цілі в автоматичному режимі — 45 км, число одночасно обстрілюваних цілей — 4, час реакції — 8 сек. Автоматичний режим наведення (без участі особового складу) працює на принципі штучного інтелекту.
На борту кожного корабля проєкту 11442 за специфікацією повинно розміщуватись по 128 таких зенітних ракет (16х8), але в зв'язку з тим, що для перших двох крейсерів проєкту 11442 («Фрунзе» і «Калініна») не встигли випробувати і виготовити ці комплекси, на них зберегли для ближньої оборони по 2 ЗРК «Оса-МА». Навіть «Петро Великий», добудований в 1996 році, при вступі до ладу отримав тільки половину штатного комплекту «Кинджалів» (8 пускових установок замість 16).
«Кортик» — зенітно-ракетно-артилерійський комплекс ближньої оборони, покликаний замінити собою 30-мм шестиствольні установки АК-630. Зрак «Кортик» в радіолокаційному та телевізійно-оптичному режимах забезпечують повну автоматизацію бойового управління від виявлення до знищення. Установка має по два 30-мм шестиствольних автомата АТ-18 з сумарною скорострільністю 10 тис. пострілів в хвилину і два блоки по 4 двоступеневих ракети 9М311 з осколково-стрижневою бойовою частиною і неконтактним детонатором. У підвежевому відділенні перебувають 32 такі ракети в транспортно-пускових контейнерах. Ракети уніфіковані з сухопутним комплексом 2С6 «Тунгуска» і здатні вражати протикорабельні ракети, керовані бомби, літаки і вертольоти супротивника — в тому числі, малопомітні.
Система управління зрак «Кортик» складається з радіолокаційної і телевізійної систем, пов'язаних між собою з використанням елементів штучного інтелекту. Весь процес — від пошуку цілей і до їхнього знищення — повністю автоматизований. Дальність дії ракетної частини комплексу — 1,5-8 км, достріл 30-мм автоматами ведеться на відстані 1500-50 м. Висота польоту — 5-4000 м. Дві установки зрак «Кортик» розташовані в носовій частині корабля по обидва боки від ПКР «Граніт», а чотири інші — на кормовій надбудові. Всього на кожному з трьох кораблів проєкту 11442 мало бути по 6 таких зрак із загальним боєкомплектом в 192 ракети і 36000 30-мм снарядів; фактично ж їх несуть тільки «Калінін» і «Петро Великий» — до часу введення в дію крейсера «Фрунзе» комплекс не був готовий, так що на ньому збереглися ті ж 8 веж АК-630М, що і на «Кірові».
Як універсальну артилерію крейсери проєкту 11442 несуть одну баштову установку АК-130 з двома 130-мм 70-каліберними автоматичними гарматами. Універсальний артилерійський комплекс забезпечує скорострільність від 20 до 86 пострілів в хвилину, і, крім повітряних цілей, дозволяє обстрілювати морські і берегові об'єкти, а також підтримувати вогнем десант. Боєкомплект має унітарні постріли декількох типів — наприклад, осколково-фугасні з ударним, дистанційним і радіопідривниками. Дальність стрільби — 25 км, початкова швидкість снаряда — 850 м/с, маса осколково-фугасного снаряда — 27 кг. Кути вертикального наведення вежі становлять від -10 до + 85 °, кут горизонтального наведення 180 °. Дальність супроводу мети — 40 км. До стрільби готовий весь наявний боєзапас. Система управління стрільбою МР-184 (розробка КБ «Аметист») дозволяє одночасний супровід двох цілей.

### Протичовнове і протиторпедне озброєння

#### Протичовнове озброєння крейсера «Кіров» (пр. 1144)
Основним протичовновим зброєю крейсера «Кіров» був комплекс «Заметіль» з ракето-торпедами 84Р — що є, по суті, одноразовими дистанційно керованими літаки-торпедоносцями. Твердопаливна крилата ракета комплексу «Заметіль» за допомогою телеуправління наводилася в потрібний район (за даними цілевказівки від корабельного гідроакустичного комплексу, бортового вертольота або гідроакустичних буїв), потім скидала в воду бойову частину — самонавідну 533-мм протичовнову торпеду АТ-2У, яка вже вражала виявлений підводний човен. Ракета мала дальність до 55 км, запущена з неї торпеда могла пройти ще 7 кілометрів під водою зі швидкістю в 40 вузлів. Двохконтейнерна поворотна пускова установка цих ракет була змонтована в носовій частині крейсера, боєзапас з 10 ракето-торпед зберігався в пристрої заряджання під палубою.
Для боротьби з підводними човнами крейсер «Кіров» мав у своєму розпорядженні також два п'ятитрубні 533-мм торпедні апарати ДТА-53-1144, що змонтовані на другій палубі для стрільби через лацпорти. Боєкомплект в 10 самонавідних торпед СЕТ-65 зберігався прямо в апаратах.
Доповнювали протичовнове озброєння два 305-мм реактивних шестиствольних бомбомети РБУ -1000 «Смерч-3», встановлених в кормовій частині на верхній палубі по обох бортах, а також один 213-мм дванадцятиствольний реактивний бомбомет РБУ-6000 «Смерч-2», встановлений в носовій частині на півбаку.

#### Протичовнове озброєння крейсерів «Фрунзе», «Калінін» і «Петро Великий» (пр. 11442)

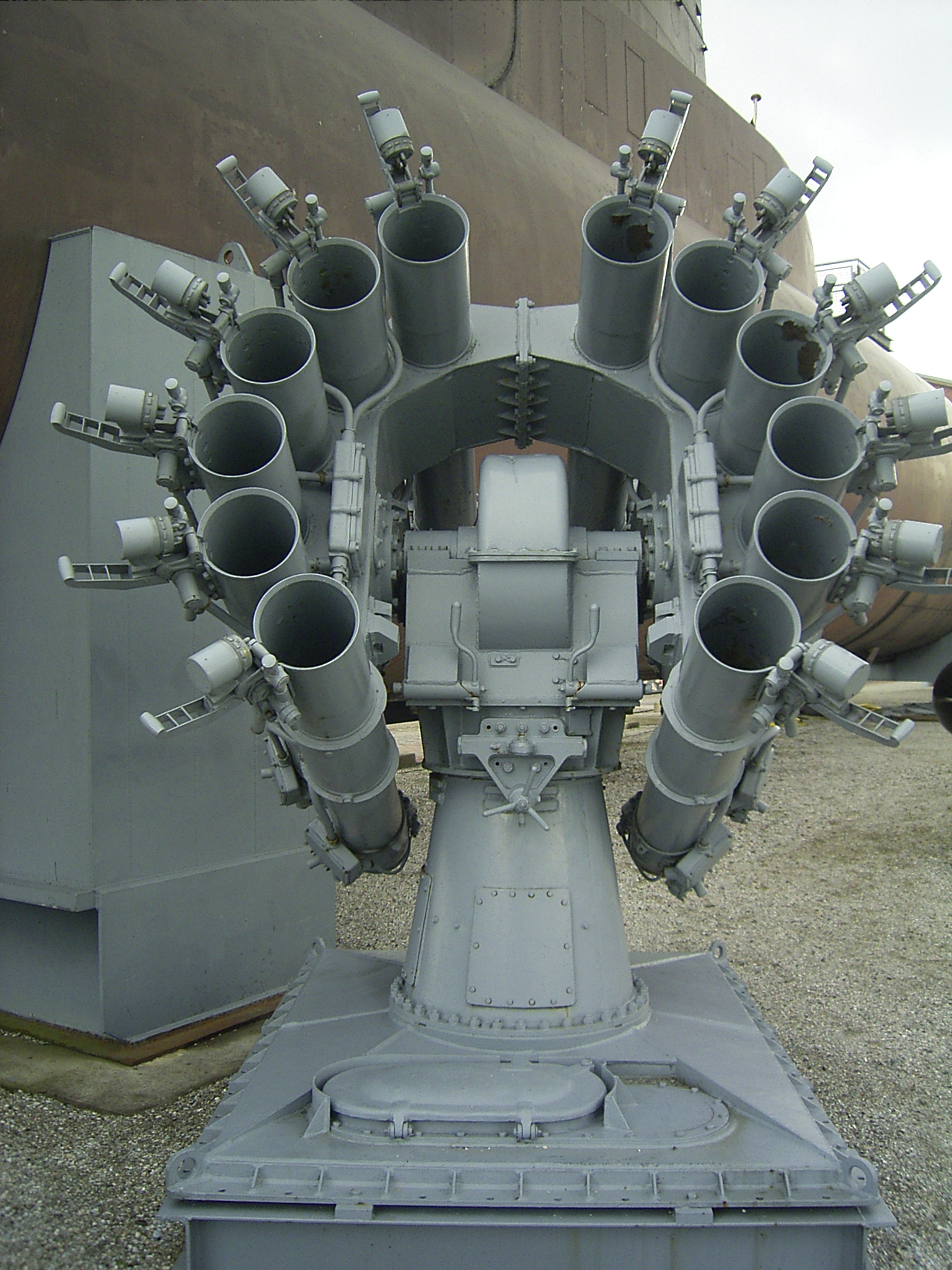
РБУ-6000

У вдосконаленому проєкті 11442 протичовновий комплекс «Заметіль» був замінений більш новим комплексом «Водопад». Його модифікація для надводних кораблів позначається РПК-6М «Водопад-НК». На відміну від «Заметілі», «Водопаду» не потрібна окрема пускова установка — його ракето-торпеди заряджаються в стандартні торпедні апарати. Ракета моделі 83РН (або 84РН — в залежності від типу БЧ), подібно до торпед, вистрілюється з апарата стисненим повітрям і пірнає в воду; на певній глибині включається ракетний двигун, ракето-торпеда злітає з-під води і по повітрю доставляє бойову частину в район цілі — до 60 км від корабля-носія — після чого бойова частина відділяється. Як бойова частина може застосовуватися 400-мм малогабаритна самонавідна торпеда УМГТ-1 (швидкість руху — 41 вузол, дальність ходу — 8 км, глибина — до 500 м, встановлюються на ракето-торпеди типу 83РН) або ядерна глибинна бомба (на ракето-торпеді 84РН). Боєкомплект до «Водопаду» на крейсерах проєкту 11442 складає до 30 ракето-торпед (замість частини ракето-торпед на борт можуть бути занурені звичайні самонавідні торпеди).
Дванадцятиствольні бомбомети РБУ-6000, як і торпедні апарати, мають у своєму розпорядженні всі чотири крейсери проєкту 1144/11442. Разом з тим установки РБУ-1000, починаючи з третього в серії «Калініна», замінили на 10-зарядні бомбомети протиторпедного комплексу РКПТЗ-1 (РБУ-12000) «Удав-1М». Кожна установка РБУ-12000 має конвеєрну перезарядку і здатна як заряджатися, так і стріляти по рухомих торпедам в автоматичному режимі. Час реакції комплексу — 15 секунд, дальність максимальна — 3000 м, мінімальна — 100 м, вага ракети — 233 кг, боєкомплект на обидві установки становить 120 реактивних глибинних бомб.

### Авіаційне озброєння
На кожному крейсері проєкту 1144 (11442) передбачено постійне базування до трьох важких вертольотів Ка-27 протичовнової модифікації (можуть бути замінені на вертольоти-цілевказівки Ка-25Ц). Для забезпечення базування вертольотів на кормі крейсера передбачена посадочний майданчик, підпалубний ангар і вертольотопідйомник, а також пост управління авіацією та необхідна радіонавігаційна апаратура. Спосіб зберігання з опусканням корабельних вертольотів під палубу, ніби на авіаносці, зайвий раз підкреслює розміри атомних крейсерів проєкту 1144. На переважній більшості сучасних ударних і протичовнових кораблів (крейсерів, есмінців, фрегатів і так далі) ангар для гелікоптера виконаний на одному рівні з посадочним майданчиком, часто навіть складним — під палубою для нього просто немає місця. Відповідно украй уразливий і сам вертоліт, і цистерни з пальним для нього — що особливо небезпечно при бойових пошкодженнях, оскільки легкозаймисте авіаційне паливо може стати джерелом сильної пожежі, і все це поруч з надбудовою, яка для полегшення часто виконується з горючих алюмінієво-магнієвих сплавів.